# Coelia Concordia

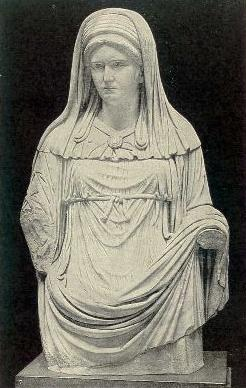
Estàtua romana d'una Virgo Vestalis Maxima

Coelia Concordia (fl. 384), va ser l'última Vestal i l'última Virgo Vestalis Maxima (Gran Verge Vestal) de la història.
Malgrat la implantació del cristianisme en l'Imperi Romà, les Vestals, sacerdotesses d'un culte mil·lenari, van continuar sent un cos molt respectat fins al segle iv, quan l'emperador Teodosi I va imposar el credo nicè com a religió de l'estat amb l'edicte de Tessalònica a l'any 380.
El 384, quan Quint Aureli Simmac, un partidari del paganisme romà, era prefecte de Roma, va escriure a l'emperador Valentinià II una carta implorant per restaurar els antics símbols. Aquesta carta és la principal raó de la seva fama (malgrat que es conserven 900 cartes d'ell, la majoria són d'interès relatiu), ja que és el símbol de la lluita entre els últims focs del paganisme romà i del cristianisme romà que, es vulgui o no, es confrontaven junt amb assumptes temporals de la política. La demanda de Símac va provocar dues respostes del bisbe de Milà, Ambròs, i una refutació en forma poètica per part del poeta Prudenci.
A partir del 389, Teodosi I va ordenar una sèrie de decrets que van prohibir el manteniment de qualsevol culte pagà.
El 391, l'emperador va ordenar tancar el Temple de Vesta, amb la consegüent extinció del foc sagrat de Vesta que les Vestals havien mantingut encès durant onze segles. L'historiador Zòsim narra com Serena, neboda de l'emperador Teodosi, va profanar el Temple de Vesta entrant-hi i agafant una cinta que tenia al coll l'estàtua de la deessa Vesta. Llavors, la sacerdotessa Coelia li van saltar les llàgrimes i la va maleir.
Coelia va renunciar al seu càrrec el 394, i dotze anys més tard es va convertir en cristiana, abans de la seva mort.
El cràter sobre l'asteroide Vesta, Coelia duu el seu nom.